# Milnthorpe

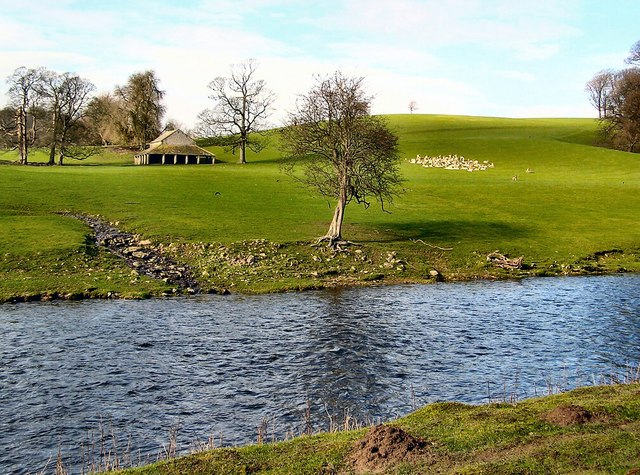
Dallam House mit Hirschgehege

Milnthorpe ist ein größeres Dorf in der Unitary Authority Westmorland and Furness in der Grafschaft Cumbria im Nordwesten Englands. Historisch ist es ein Teil von Westmorland und liegt beiderseits der Straße A6. Das Dorf hat mehrere alte Wirtshäuser und beherbergt jeden Freitag einen Markt, der auf dem Marktplatz, The Sqare genannt, stattfindet. Der Ort hatte laut der Volkszählung im Jahr 2001 2106 Einwohnern.

## Geschichte
Milnthorpe ist die Stätte einer Kirche aus dem 19. Jahrhundert, St. Thomas, die mit Blick auf The Green und The Square gebaut wurde. Vor dem Bau war Milnthorpe Teil der Pfarrei Heversham. 
Ursprünglich ein Hafen, war Milnthorpe ein Geschäftszentrum mit dem Fluss Bela und des Meeresarms, der jetzt nur schiffbar bis Arnside ist, und ist bis heute ein bedeutendes Handelszentrum in der Region. 
Die lokale Industrie umfasst Duralon Combs, ein 300 Jahre alter Kammhersteller in Familienhand, sowie Big Fish Internet Ltd., der ersten Webdesign-Agentur Großbritanniens, gegründet Anfang 1996. Daneben lebte der Ort von Tourismus, da er ein bequemer Zwischenstopp auf der A6 für Reisende auf dem Weg zum Lake District war. Im Norden liegt Levens Hall, berühmt für seine Formschnittgärten. Das Dorf war früher ein Hauptverkehrsengpass vor der Eröffnung der Autobahn M6 im Jahr 1970 und der A590/A591 Kendal Verbindungsstraße ein paar Jahre später.
Das beliebte Kindergetränk Um Bongo wurde in Milnthorpe von Libbys in den 1980er Jahren hergestellt.

## Gemeinde
Jedes Jahr im Juli organisiert das Milnthorper Männerforum die jährlichen Kunstausstellung in der Kirche. Milnthorpe hat eine Steelband, die sich 2005 aus dem Zusammenschluss zweier Bands, einer für Erwachsene und einer für Schüler gründete.
Das denkmalgeschützte Haus Dallam Turm, bekannt für sein Hirschgehege, steht in der Nähe des Flusses Bela südwestlich von Milnthorpe. Der St. Antonius-Turm auf der Spitze des St. Antonius-Hügels nordöstlich vom Stadtzentrum, liegt mit Blick auf das Dorfzentrum und die Siedlung von Owlet Ash Fields in der Nähe von Ackenthwaite.
Der Ort hat eine weiterführende Schule, die Dallam School, und eine Grundschule, genannt Milnthorpe Grundschule.